# Frederik Jacob Willem van Pallandt van Keppel
Frederik Jacob Willem baron van Pallandt (Rozendaal, 3 juni 1825 – Laag-Keppel, 17 mei 1888), vanaf 1853 heer van Barlham en vanaf 1874 heer van Keppel, was een Nederlands politicus.
Van Pallandt van Keppel was een Gelderse baron. Hij was van 1857 tot 1872 burgemeester van Doesburg en van 1873 tot 1883 burgemeester van Hummelo en Keppel. Hij onderbrak zijn burgemeestersloopbaan in 1872 om voor zijn zieke vader te zorgen. Van 1884 tot 1887 was hij, als conservatief-liberaal, Eerste Kamerlid. In de Eerste Kamer was hij weinig opvallend. In 1887 werd hij niet herkozen als Kamerlid.
Hij woonde tot zijn dood in 1888 op kasteel Keppel.
- Biografisch Portaal: 19786321
- Digitale Bibliotheek voor de Nederlandse Letteren: pall032
- Parlement.com: vg09ll43xsze